# مناورات خليج
مناورات خليج أو (بالإنجليزية: Gulf Maneuvers)‏ هي مناورات عسكرية مشتركة تقام بين كل من الإمارات العربية المتحدة وفرنسا كل أربع سنوات, بهدف تعزيز قدرة مختلف الأسلحة والتشكيلات على القيام بالواجبات الوطنية والإستعداد الدائم للتعامل مع مختلف التهديدات المحتملة، وتأمين أفضل حماية وسبل الدفاع عن البلاد، وسيادتها واستقرارها ومصالحها.